# مانويل هومبيرتو كوتا خيمينيز
مانويل هومبيرتو كوتا خيمينيز هو سياسي مكسيكي، ولد في 2 مارس 1961 في تبيك في المكسيك. نشط حزبياً في الحزب الثوري المؤسساتي. وقد انتخب عضو مجلس الشيوخ المكسيكي ‏ وانتخب عضو مجلس النواب المكسيك ‏.